# 燕伋

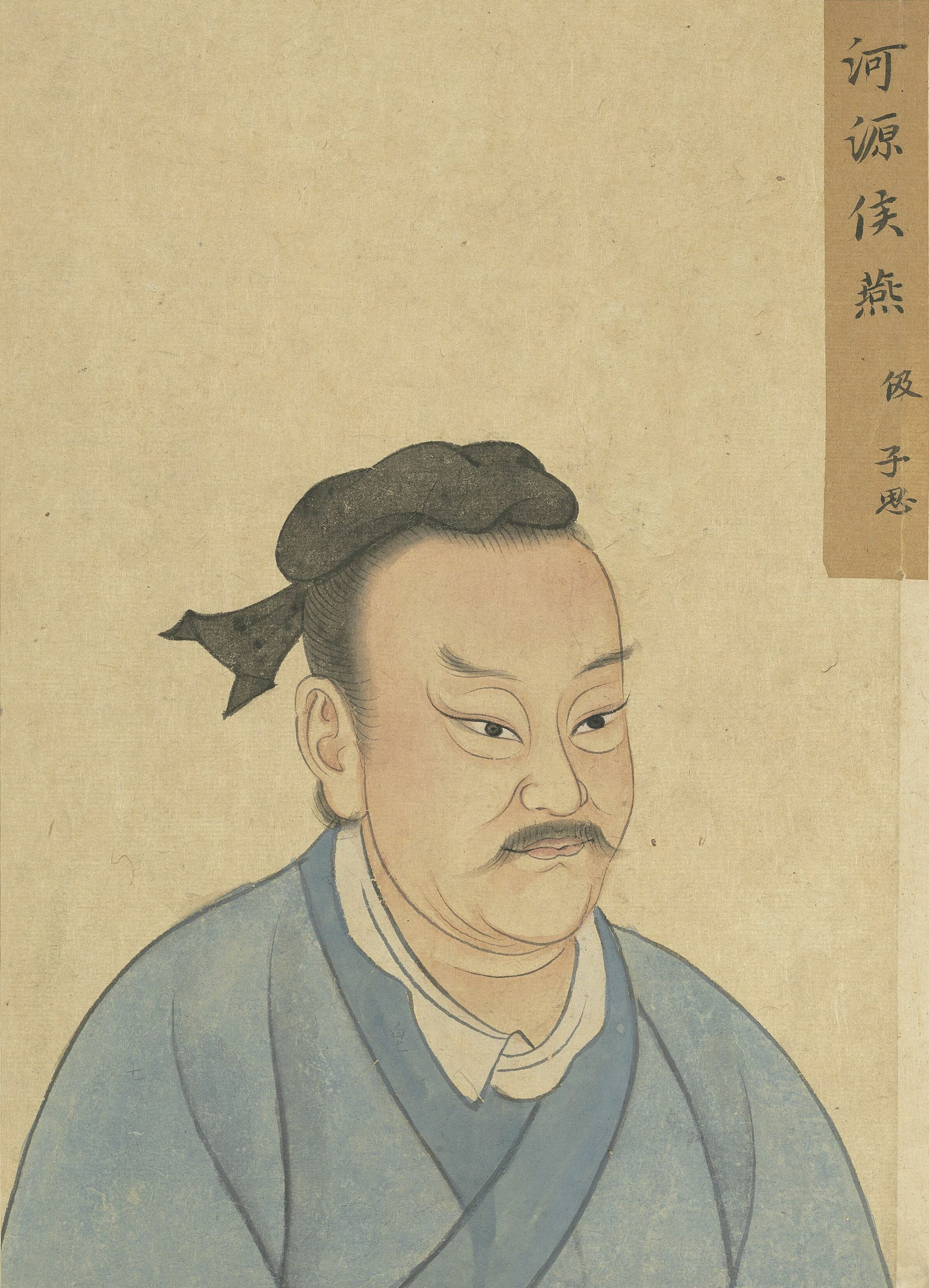
燕伋

燕伋（？—？），字思，《孔子家语·弟子解》作燕级，字子思。春秋时期鲁国人，一说秦国人。孔子弟子。

## 生平
燕伋返乡後想念孔子，登高望鲁，现陕西省宝鸡市千阳县有燕伋望鲁台.

## 歷代追封
- 漢明帝永平十五年（72年）從祀孔廟。
- 唐玄宗開元二十七年（739年）封渔阳伯。
- 宋真宗大中祥符二年（1009年）封汧源侯。
- 明世宗嘉靖九年（1530年）封先賢燕子。